# Temporal de Santiago de Chile de 1982
El temporal de Santiago de Chile de 1982 se produjo desde el 25 de junio de 1982 hasta el 28 de junio de 1982, con fuertes precipitaciones caídas en las regiones de Coquimbo, Valparaíso, Metropolitana de Santiago, del General Libertador Bernardo O'Higgins y del Maule. El temporal fue de magnitud 10 en la escala de Beaufort.

## Damnificados
Durante el temporal hubo alrededor de 6 millones de personas afectadas, de ellas 1000 personas fueron damnificadas, hubo 200 albergados, 50 heridos, 9 muertos y 5 desaparecidos. En Santiago de Chile se instaló un centro de refugio para damnificados en el Estadio Nacional.
De acuerdo a informes de la Onemi, hubo 10 137 personas albergadas, 15 272 damnificados, 15 muertos y 800 heridos. Junto a esto, 2605 resultaron dañadas, 965 destruidas, 15 caminos con cortes y 13 puentes con daños que interrumpieron el tránsito.

## Problemas
Las intensas lluvias inundaron grandes extensiones en Santiago de Chile: toda la parte baja de la metrópoli quedó inundada, es decir, las comunas de Maipú, Pudahuel, Pueblo de Lo Barnechea y Renca, así como también se registraron inundaciones en las comunas de La Cisterna, Puente Alto, Pirque y Huechuraba. En Vitacura, el desborde del río Mapocho inundó la comuna con más de 30 000 toneladas de barro. En los faldeos de la cordillera se producen numerosos aluviones por las diferentes quebradas, la más afectada fue la Quebrada de Macul que arrasó con parte de Peñalolén, La Florida y las poblaciones El Ejemplo, El Esfuerzo y El Trabajo de Macul. Hubo cortes intermitentes de luz y agua, el tránsito era un caos según la televisión y se cancelaron las clases.
Una de las imágenes más proyectadas en la televisión cuando se recuerda este temporal, es la caída de un vehículo Austin Mini blanco a las aguas del río Mapocho el 28 de junio de 1982. El vehículo se encontraba en unos estacionamientos de la Avenida Costanera, en donde cayó debido a la rotura del pavimento.